# Gérard Deprez

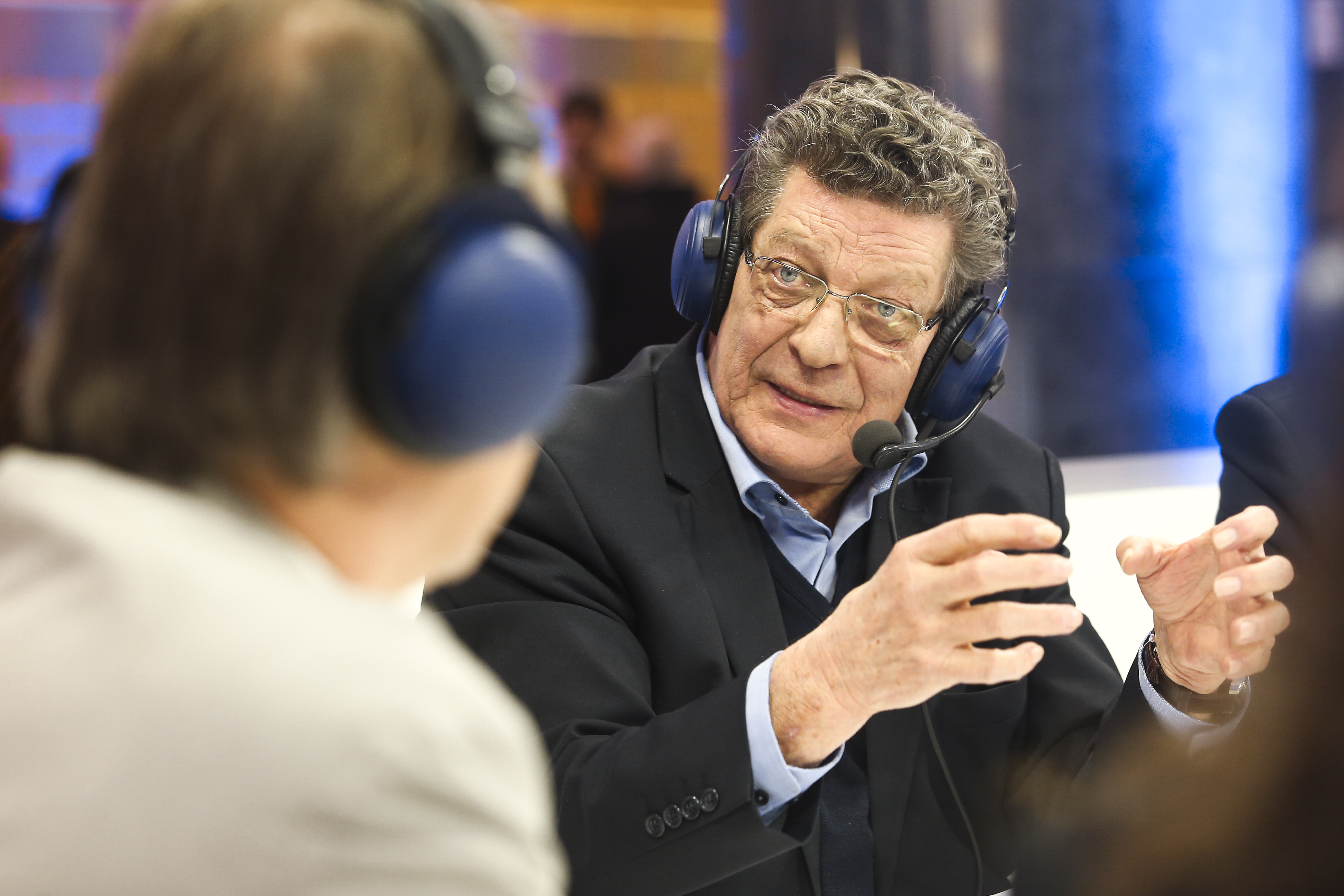
Gérard Deprez, 2015

Gérard Deprez (n. 13 august 1943, Noville⁠(d), Bastogne, Valonia, Belgia) este un om politic belgian, membru al Parlamentului European în perioada 1999-2004 din partea Belgiei.
1. ↑  Gérard DEPREZ, Dictionnaire des Wallons
2. ↑   http://www.senate.be/www/Webdriver?MIval=/showSenator&ID=993&LANG=fr, accesat în 28 ianuarie 2019 Lipsește sau este vid: |title= (ajutor)
3. ↑  Deputații în Parlamentul European
4. ↑   https://www.senate.be/www/?MIval=index_senate&MENUID=11200&LANG=fr Lipsește sau este vid: |title= (ajutor)
5. ↑   http://www.senate.be/www/Webdriver?MIval=/showSenator&ID=993&LANG=fr, accesat în 28 ianuarie 2019 Lipsește sau este vid: |title= (ajutor)